# Lannach

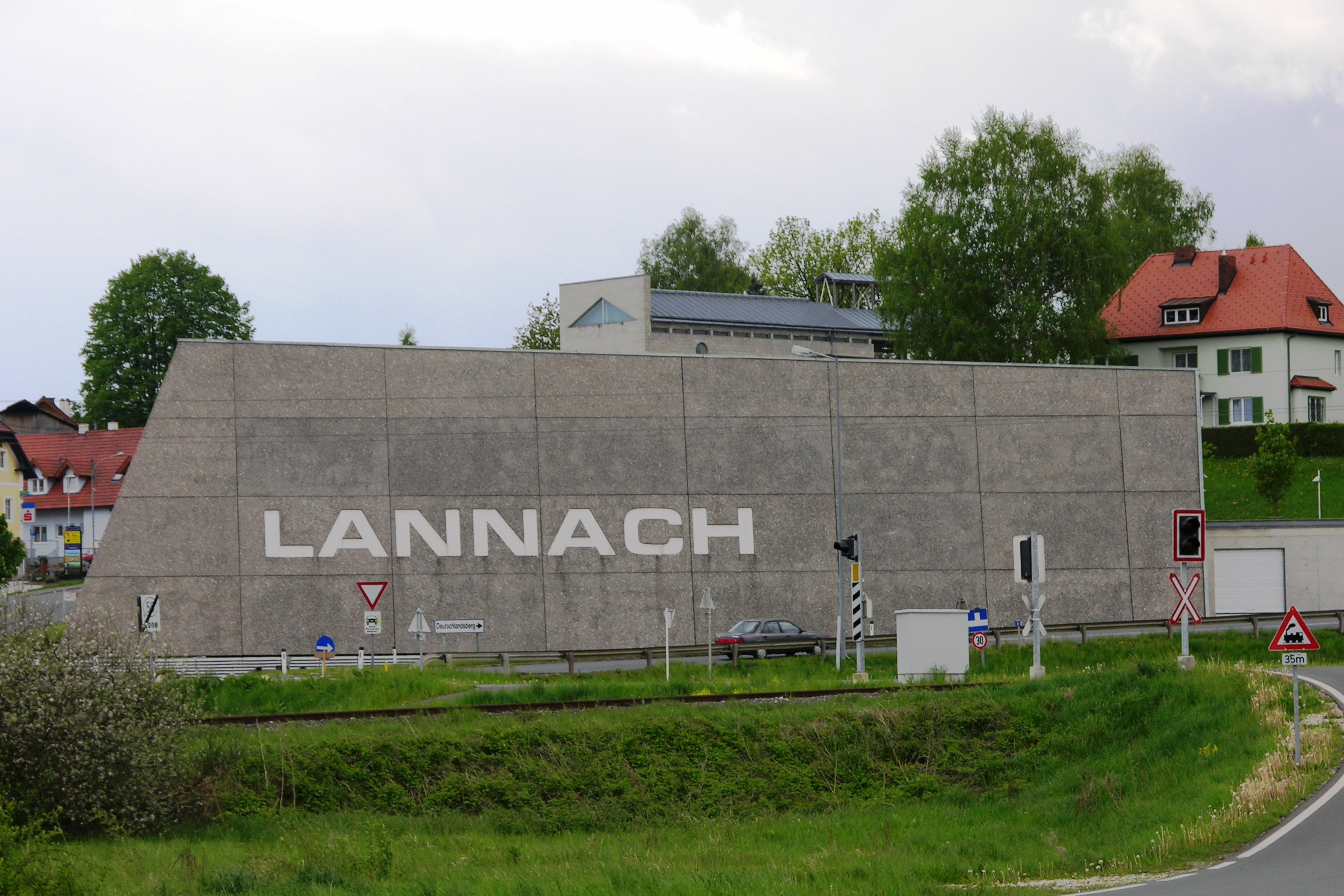
Lannach (2008)

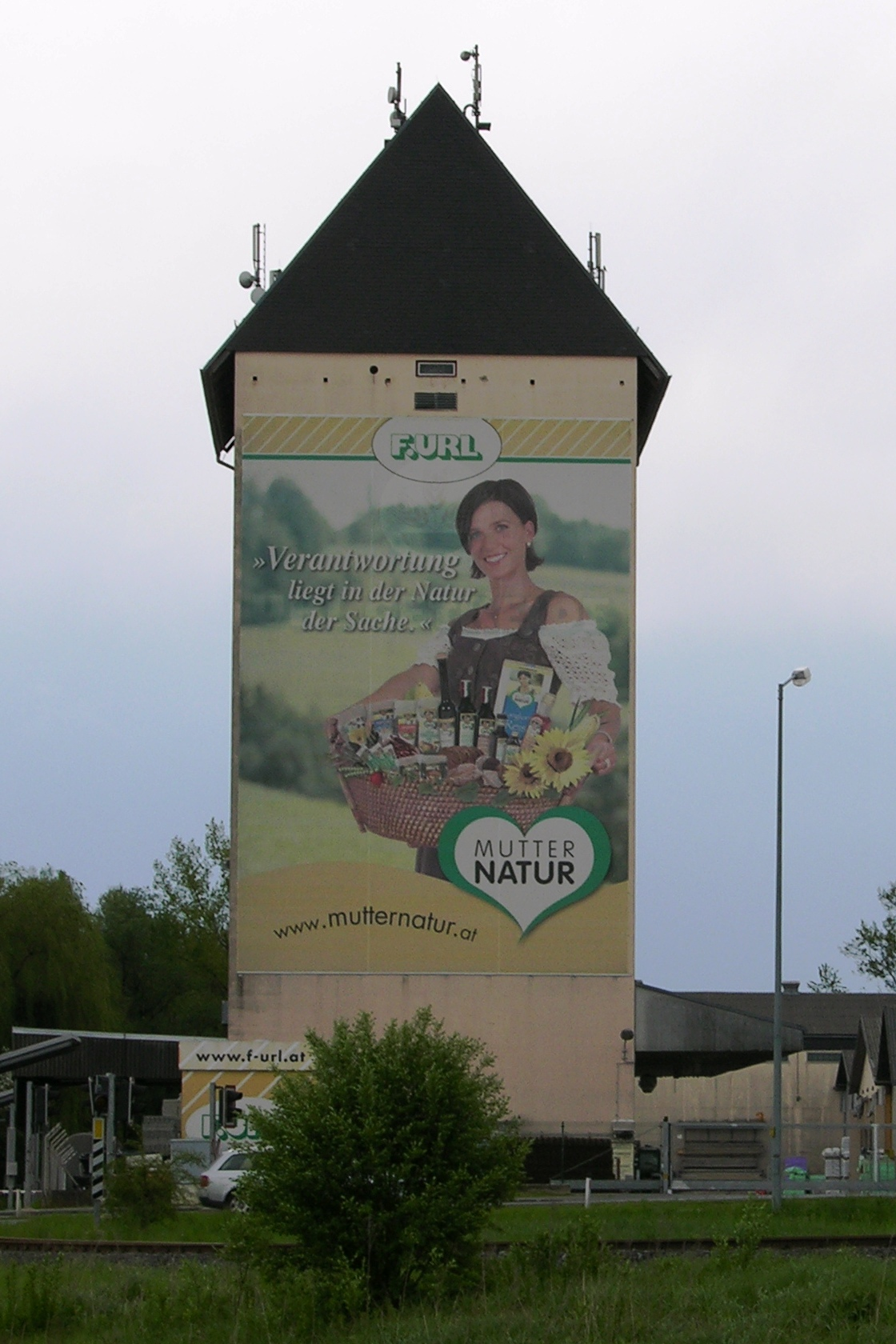
Der markante Lagerturm der Fa. Url (2008)

Lannach ist eine Marktgemeinde mit 3670 Einwohnern (Stand 1. Jänner 2025) im Bezirk Deutschlandsberg (Gerichtsbezirk Deutschlandsberg) in der Steiermark (Österreich).

## Geografie
Lannach liegt circa 349 m über dem Meeresspiegel und bedeckt eine Fläche von 19,84 km².

### Gemeindegliederung
Das Gemeindegebiet umfasst vier Katastralgemeinden (Fläche Stand 31. Dezember 2023):
- Blumegg (316,93 ha)
- Breitenbach (574,29 ha)
- Lannach (471,34 ha)
- Teipl (621,13 ha)

Die Gemeinde gliedert sich in sieben Ortschaften (in Klammern Einwohnerzahl Stand 1. Jänner 2025):
- Blumegg (692)
- Breitenbach in der Weststeiermark (261)
- Heuholz (457)
- Hötschdorf (357)
- Lannach (1468)
- Sajach (150)
- Teipl (285)

Von der steiermärkischen Gemeindestrukturreform, die bis 2015 die Zahl der Gemeinden im Bezirk Deutschlandsberg von 40 auf 15 verringerte, war die Gemeinde nicht betroffen.

### Nachbargemeinden
| Mooskirchen (VO)       | Lieboch (GU)                                |                   |
| Sankt Stefan ob Stainz | Kompassrose, die auf Nachbargemeinden zeigt | Dobl-Zwaring (GU) |
| Stainz                 | Sankt Josef                                 |                   |

## Geschichte

### Etymologie
Der Name „Lannach“ wird mit den früheren Grundherren, den Lunnachern (Lannachern) in Verbindung gebracht, deren Name sich von einem Nebenarm der Kainach, der Laan (oder Lahn) ableitet; das „u“ ist eine missverstandene Lesart für ein in einer alten Urkunde oben nicht ganz geschlossen geschriebenes, somit „offenes“ a. Der Name ist 1172 als Lunach erwähnt.
Nach neueren Forschungen gehört der Ortsname Lannach zum Typus der Einwohnernamen slawischen Ursprungs, die ins Deutsche im Lokativ entlehnt wurden, also aus slawisch (pri) lunjach „(bei den Bewohnern von) Lunje“.
Der Name selbst ist
- 1172 als „Lunach“,
- 1245 „Leunach“,
- 1319 „Laenach“,
- 1414 „Lanach“

bezeugt und wurde gedeutet als „Ort, wo Greifvögel vorkommen“ (zu slowen. lunj „Greifvogel, Raubvogel usw.“).
Der Name der Gemeinde wird im Alltag mit betontem langen a (etwa: [l'ɑnaχ]) ausgesprochen. Historische Namen des kleinen Baches (Laan, Lahn), an dem der Ort liegt und die alte Schreibvariante „Lanach“ (siehe die historischen Landkarten unten) sind Belege dafür, dass die Verdoppelung des n im Namen Lannach kein Beleg für eine Vokalverkürzung ist.
Die Laan (Lahn, Lann) ist ein südlicher Nebenarm der Kainach, der längste in diesem Gebiet. Lauf und Wasserführung sind in den Karten unterschiedlich dargestellt. Der Name wird nicht vom alten bairischen Wort für Lawine („Lahn“) abgeleitet (bei Lannach gibt es keine steilen oder langen Hänge, an denen Lawinen üblicherweise entstehen), auch nicht von Lehne, sondern von keltisch „Lahn(e)“ - träges Wasser. „Lahnen“ sind durch größere Flüsse entstandene Rinnsale, Altgewässer oder verlandende Flussarme, die vor den Flussregulierungen zum Landschaftsbild der weststeirischen Täler gehörten.
Die zweite Silbe im Namen „Lannach“ ist das alte Wort für Bach, Fluss: Ach(e).

### Neuzeit
Ende des 16. Jahrhunderts wurde das Schloss Lannach errichtet.
Während des nationalsozialistischen Juliputsches im Jahr 1934 war der mit nur zwei Mann besetzte Lannacher Gendarmerieposten, der durch ein von der Heimwehrortsgruppe in Dobl bereitgestelltes Maschinengewehr eiligst in Verteidigungszustand versetzt worden war, völlig auf sich allein gestellt, da alle benachbarten Posten von den Nationalsozialisten besetzt und ihrer Waffen beraubt worden waren. Wie sich später herausstellte, war seitens der Nationalsozialisten auch eine Besetzung des Lannacher Posten geplant gewesen, wegen des raschen Zusammenbruchs des Putsches war es dazu allerdings nicht mehr gekommen. Wegen Beteiligung am Juliputsch wurden im Gebiet des Gendarmeriepostenrayons Lannach sieben Personen verhaftet.
Ein schwerer Schlag für das Wirtschaftsleben der Gemeinde folgte im Oktober 1934, als die Lannacher Dachziegel- und Tonwarenfabrik infolge der Weltwirtschaftskrise ihren Betrieb einstellen musste. Rund 90 Menschen wurden dadurch arbeitslos.
Ein aufsehenerregender Mordfall ereignete sich im Juni 1945: Die 24-jährige Bauerntochter Othilie N., die die Liebe eines landwirtschaftlichen Arbeiters am Hof ihrer Eltern nicht erwiderte, wurde von diesem Mann ermordet.
1948 entstand das Kriegerdenkmal von Prof. Rudolf Zilli. 1962 erfolgte die Erhebung zur Pfarre. 1973 feierte Lannach sein 800-jähriges Bestehen.
Mit 1. Jänner 1969 wurden die Gemeinden Blumegg, Teipl, Lannach und Breitenbach in Weststeiermark zur heutigen Gemeinde Lannach zusammengelegt.
Der Name der Gemeinde Breitenbach war mit 1. Juni 1951 in „Breitenbach in  Weststeiermark“ geändert worden.
1995 wurde Lannach zu einer Marktgemeinde und im Jahre 2003 wurde Lannach „Gemeinde Europas“.

## Kultur und Sehenswürdigkeiten
- Schloss Lannach

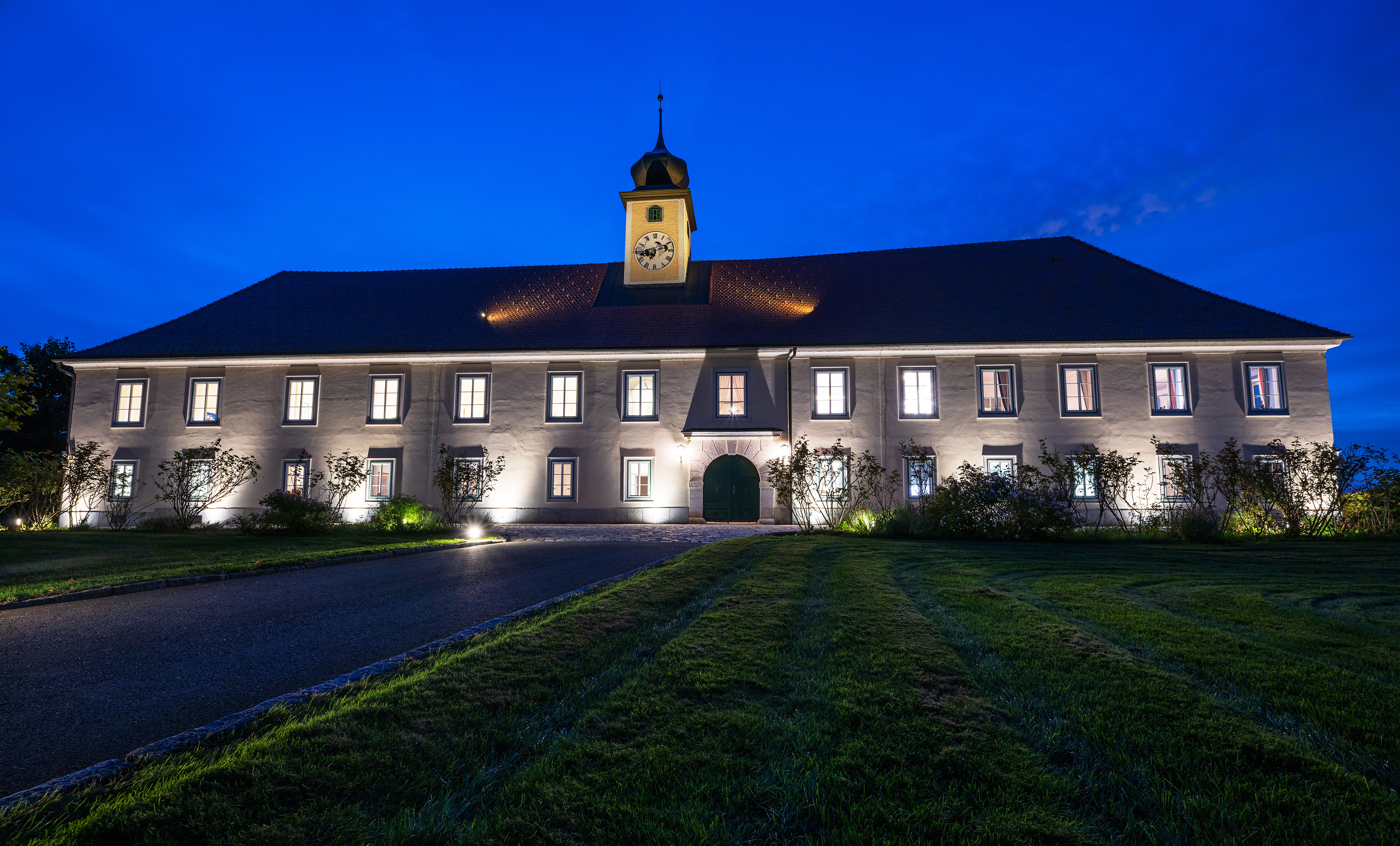
Schloss Lannach (2024)

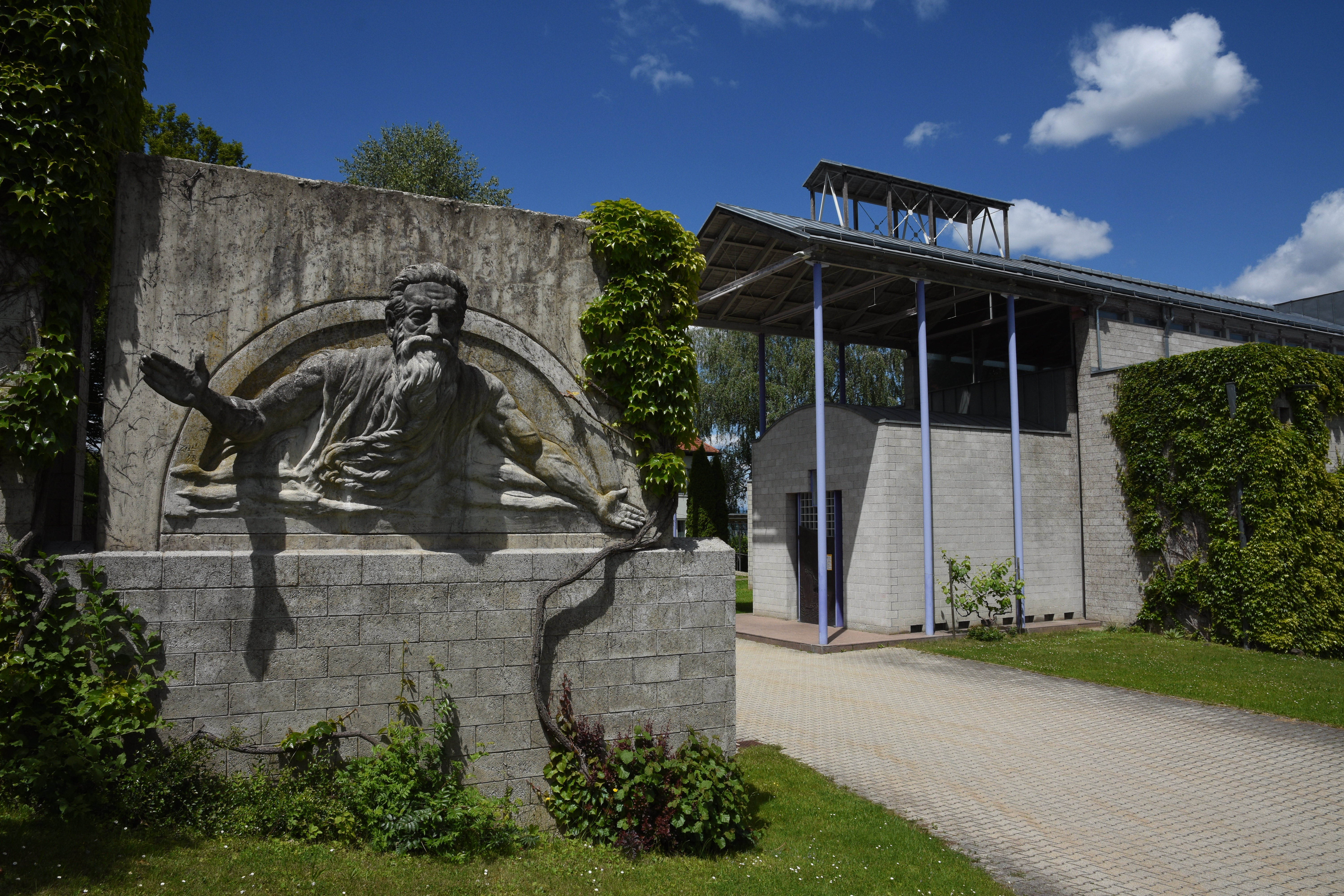
Pfarrkirche Lannach

- Katholische Pfarrkirche hl. Franz von Assisi

### Archäologische Fundstelle
Im Schlossried befindet sich eine archäologische Fundstelle, die unter Denkmalschutz steht.

### Naturschutzgebiet
Die Kettischgründe in Lannach sind Naturschutzgebiet (Listeneintrag). Es handelt sich um das Gelände einer ehemaligen Ziegelei, welches nach Einstellung des Betriebes sich selbst überlassen wurde und verwilderte. Es wurde zwecks Erhaltung als Feuchtbiotop und als Standort und Lebensraum schutzwürdiger und gefährdeter Pflanzenarten sowie als ökologisches Refugium für viele Tierarten zum Naturschutzgebiet (Tier- und Pflanzenschutzgebiet) unter Schutz gestellt. Ungefähr 300 Meter östlich dieses Gebietes liegt mit dem „Ziegelteichgelände in Weinzettl“ (Listeneintrag) ein weiteres kleines Naturschutzgebiet, allerdings bereits in der Gemeinde Dobl.

## Wirtschaft und Infrastruktur

### Ansässige Unternehmen

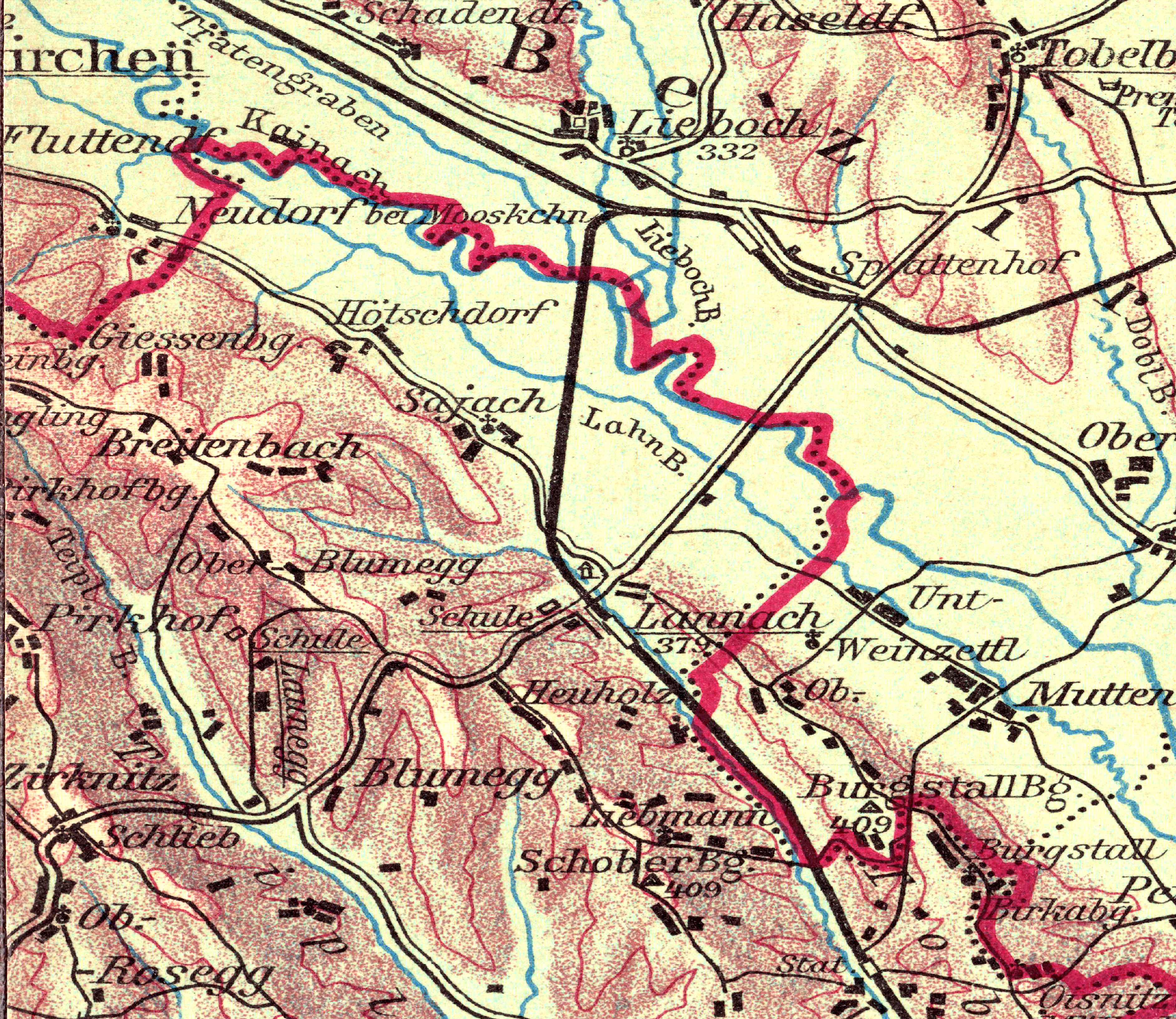
Zum Namen und seiner Aussprache: Lannach und Lahnbach, 1910

Auf dem Lannacher Industriegebiet und im Ortszentrum finden sich Firmen wie:
- Magna Powertrain
- Internorm
- Erdöl-Lagergesellschaft Tanklager Lannach
- Saubermacher
- G.L. Pharma
- Raiffeisen Ware Austria AG
- Lannacher Heilmittel
- Lannacher Beton
- Kempowski Paul & Co.
- Comm-Unity Software Development GmbH & Co. KG
- Grapos Limonaden
- Autohaus Haas
- LLT – Gefahrengut Logistik

### Vereine und Organisationen

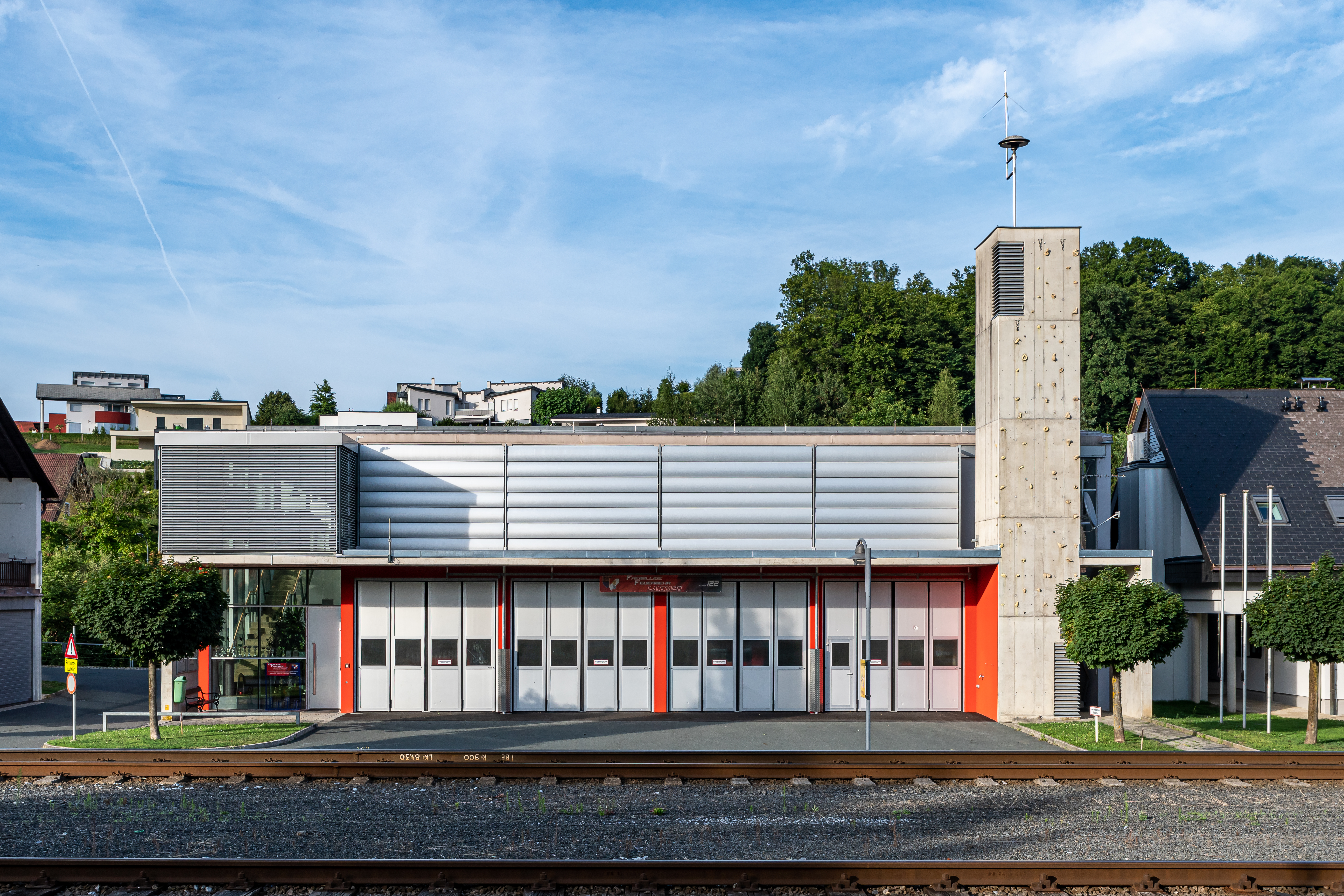
Freiwillige Feuerwehr Lannach

Im Gemeindegebiet von Lannach bestehen drei Freiwillige Feuerwehren und zwei Betriebsfeuerwehren. Die Marktgemeinde ist in drei Löschbereiche aufgeteilt und grenzt die Zuständigkeiten der Freiwilligen Feuerwehren Lannach, Breitenbach-Hötschdorf und Blumegg-Teipl ein. Bei einem Großschadensfall wird zusätzlich zu den drei Freiwilligen Feuerwehren auch die Betriebsfeuerwehr MAGNA Lannach alarmiert.
Das Rote Kreuz betreibt in Lannach eine Rettungsdienststelle, die auch für die Versorgung der Nachbargemeinde Sankt Josef (Weststeiermark) zuständig ist.

### Gesundheit und Soziales
In Lannach bieten zwei praktische Ärzte, ein Zahnarzt und ein Augenarzt ihre Dienste an.
Senioren finden Betreuung im Pflegewohnhaus der Caritas Steiermark.

## Politik

### Gemeinderat
Der Gemeinderat hat 21 Mitglieder.
- Nach den Gemeinderatswahlen in der Steiermark 2005 hatte der Gemeinderat folgende Verteilung: 11 ÖVP, 5 SPÖ, 4 Offene Bürgerliste Lannach und 1 FPÖ.[21]
- Nach den Gemeinderatswahlen in der Steiermark 2010 hatte der Gemeinderat folgende Verteilung: 13 ÖVP, 2 SPÖ, 5 Offene Bürgerliste Lannach und 1 Liste Lannach.[22]
- Nach den Gemeinderatswahlen in der Steiermark 2015 hatte der Gemeinderat folgende Verteilung: 14 ÖVP, 4 Offene Bürgerliste Lannach und 3 SPÖ.[23]
- Nach den Gemeinderatswahlen in der Steiermark 2020 hat der Gemeinderat folgende Verteilung: 14 ÖVP, 4 Offene Bürgerliste Lannach und 3 SPÖ.[24]

### Bürgermeister
- seit ? Josef Niggas (ÖVP)[25]

### Gemeindepartnerschaften
- Alling (Deutschland)[26]
- Nimis (Italien)[27]

## Persönlichkeiten

### Ehrenbürger der Gemeinde
- 1964 Rodolfo (Rudolf) Zilli (1890–1976), Bildhauer und Maler
- 1977 Hannes Bammer (1922–2017), Landesrat
- 1979 Alois Rath, Pfarrer (1971–1985)
- 1989 Josef Maier, Bürgermeister (1969–1989)
- 2002 Alfred Tacheron, Gemeindesekretär (1964–2002)
- 2007 Frank Stronach (* 1932), Industrieller und Politiker

### Söhne und Töchter der Gemeinde
- Johann Tomaschitz (1866–1945), Abgeordneter des Abgeordnetenhauses im Reichsrat und Mitglied des Gemeinderates von Blumegg
- Johann Rexeis (1901–1980), Mitglied der Comedy Harmonists[28]
- Fritz Weissenbeck (1920–1949), Kommunist und Widerstandskämpfer

### Mit der Gemeinde verbundene Persönlichkeiten
- Hans Tauber (1848–1913), Erforscher der norisch-pannonischen Grabhügel in der Weststeiermark

## Historische Landkarten

Aus den Landesaufnahmen der österreichisch-ungarischen Monarchie
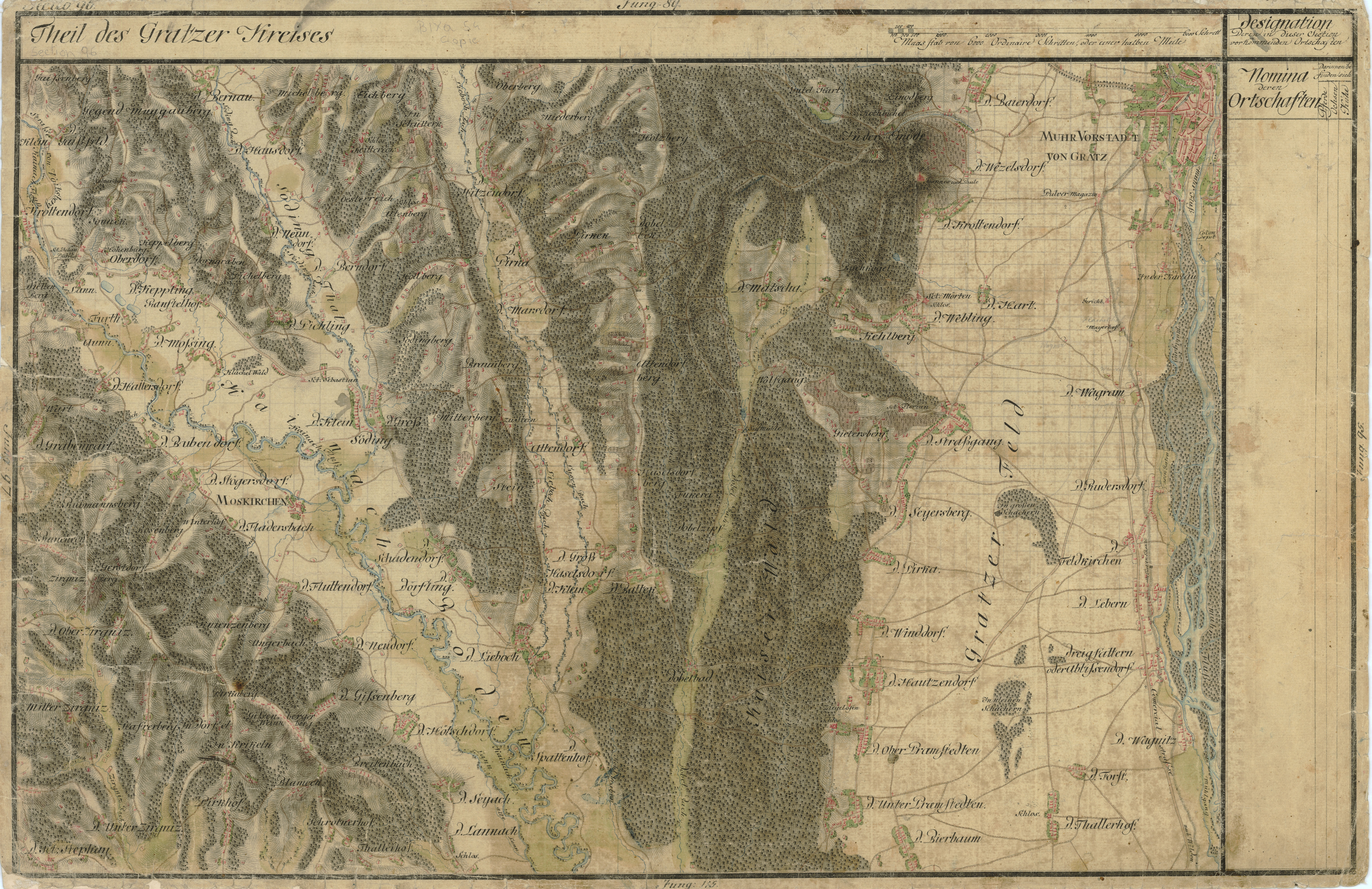
Der Norden von Lannach, Josephinische Landesaufnahme mit der alten Lann und dem Oberlauf des Lann-Baches, um 1790
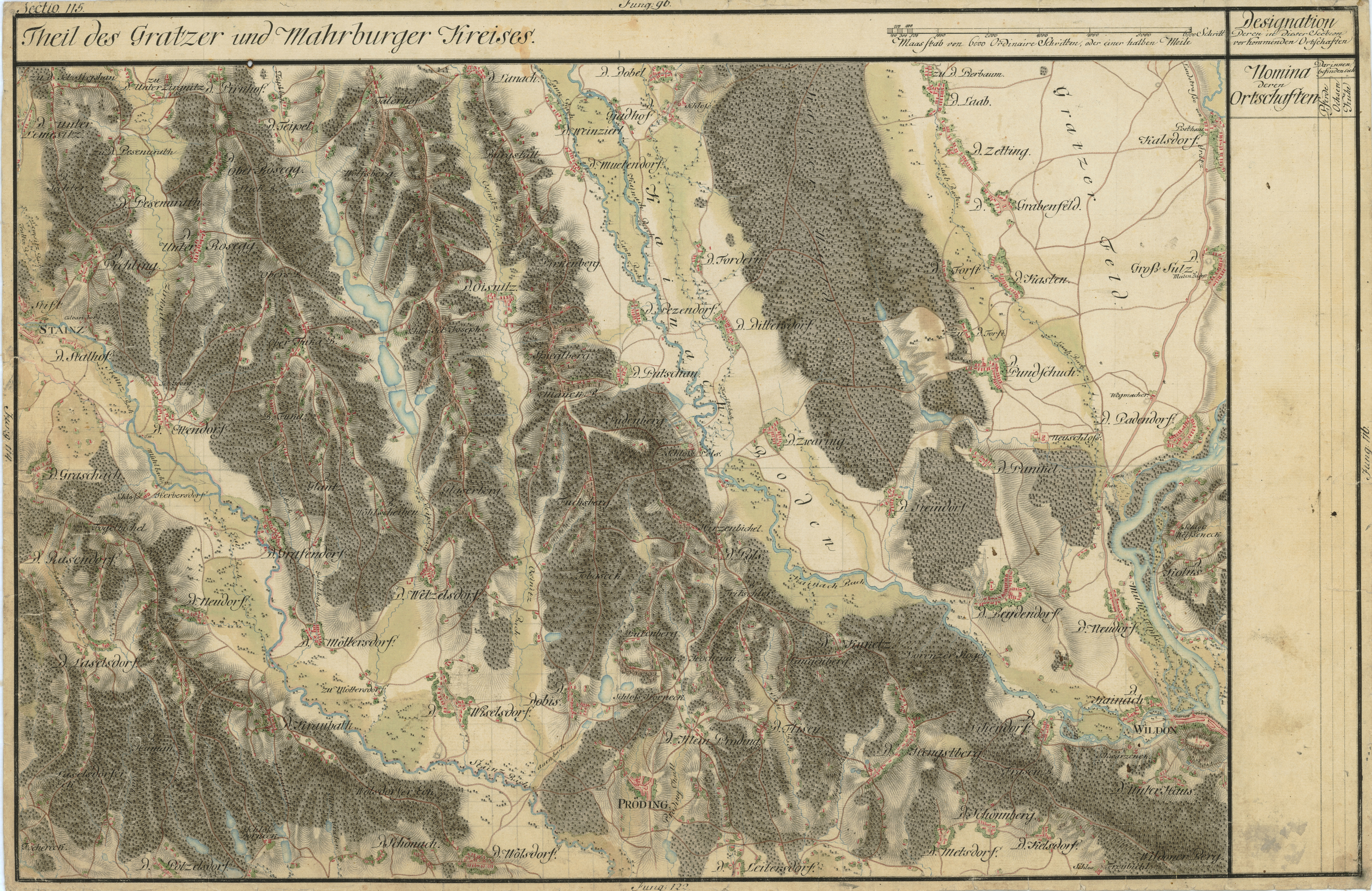
Der Süden von „Lanach“ mit dem Unterlauf des Lann-Baches, um 1790
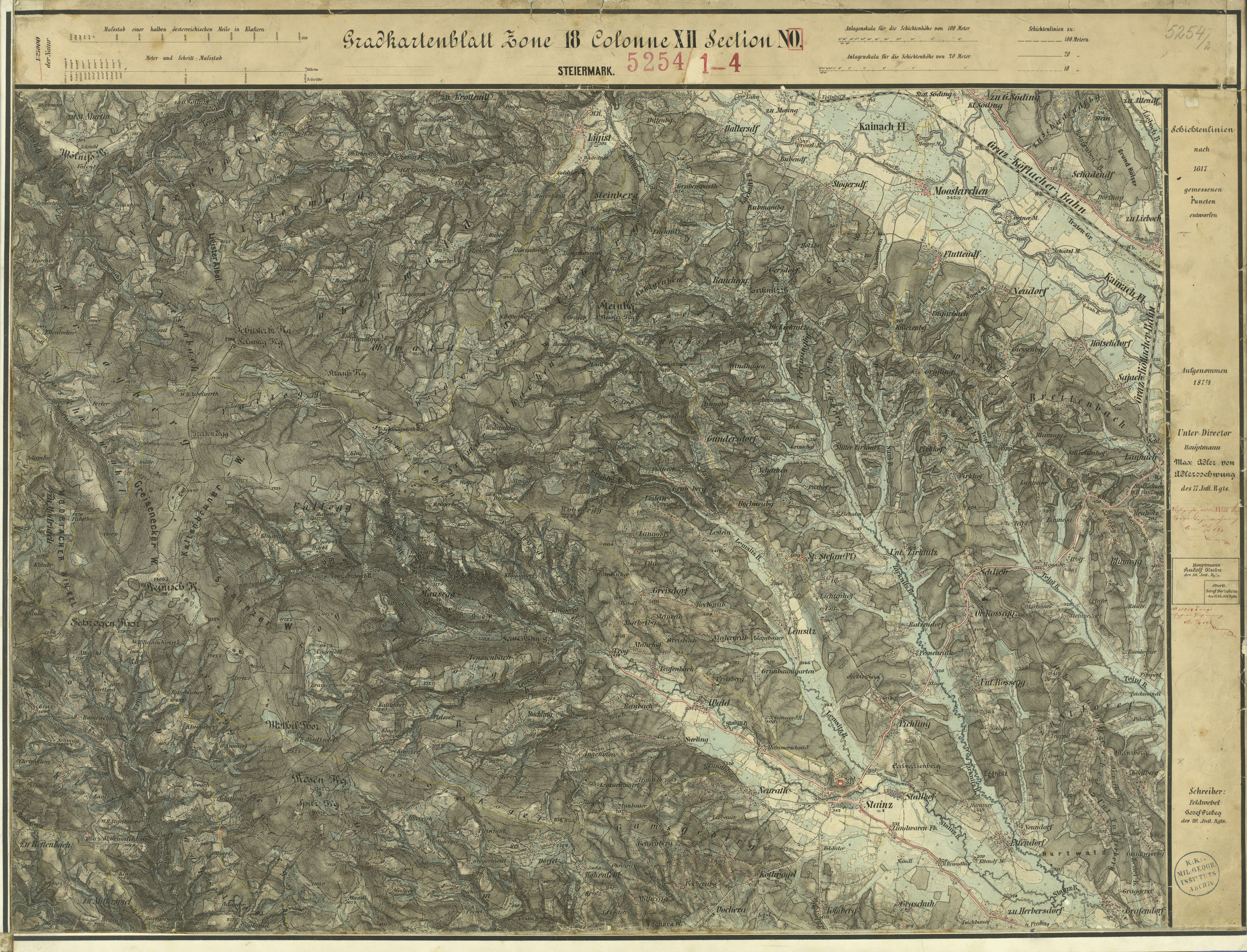
Der Westen von Lannach um 1878
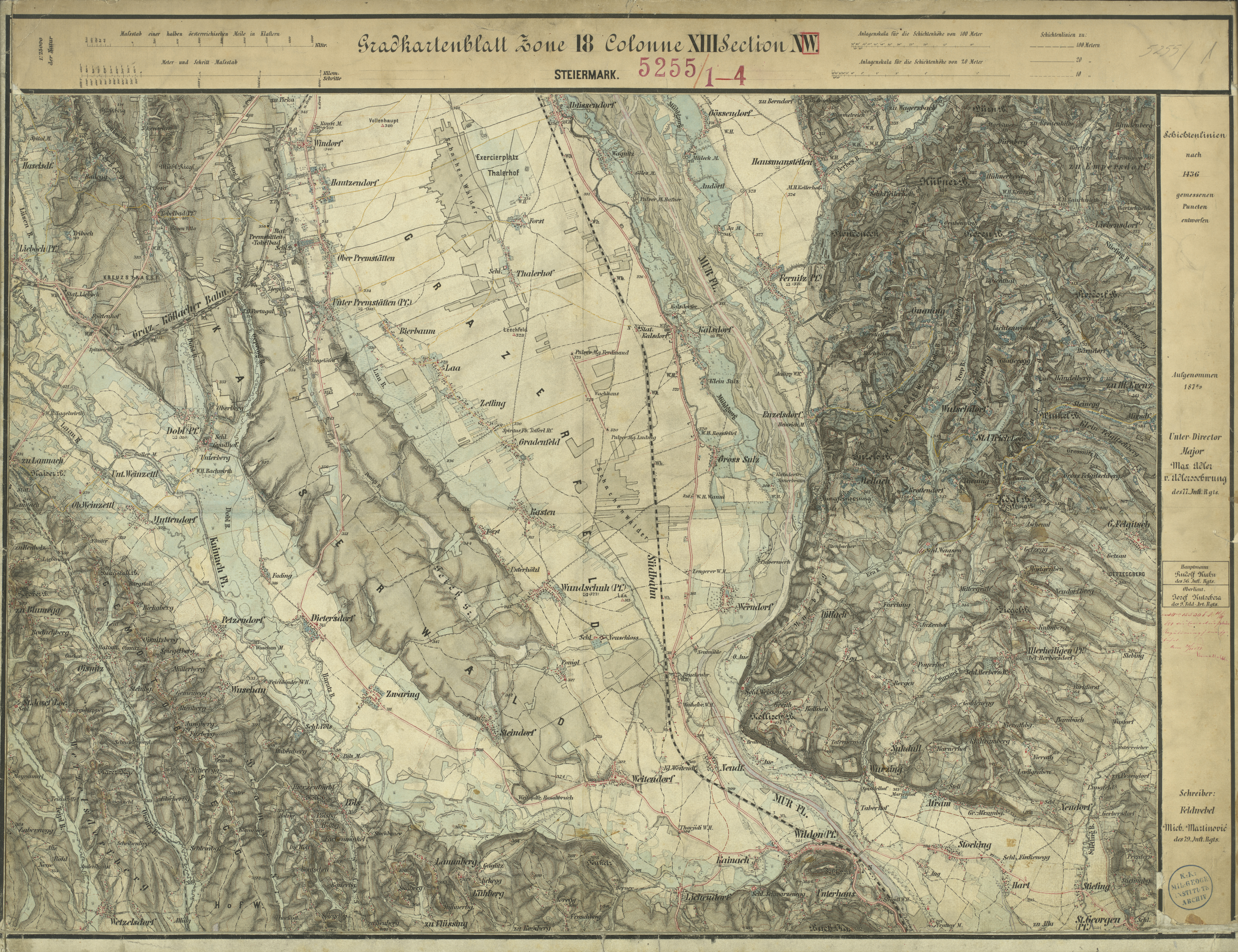
Das Kainachtal östlich von Lannach, Aufnahmeblatt um 1878
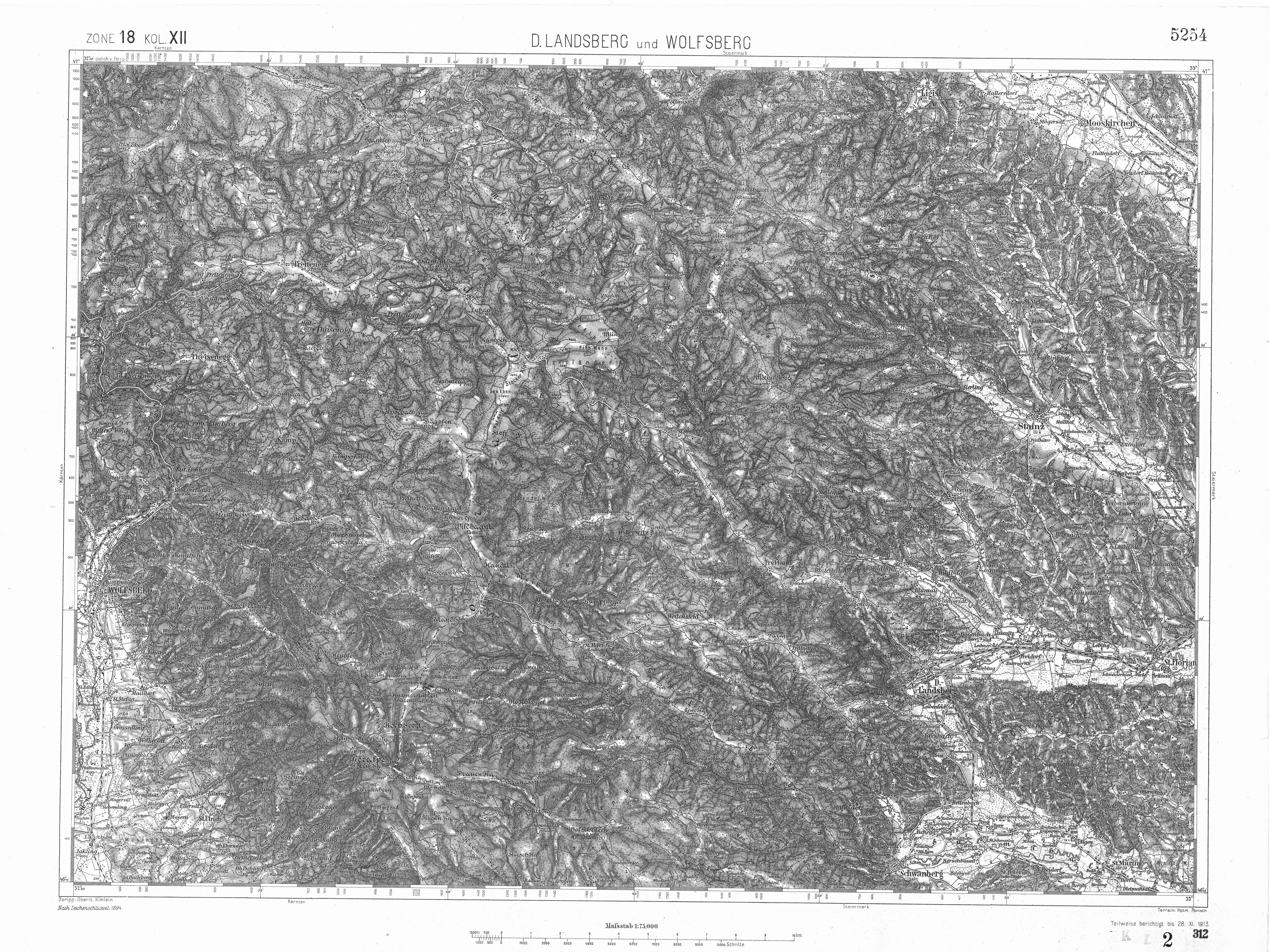
Westen von Lannach mit dem „Lahn“-Bach und dem Ort „Lahn“ (rechts oben) in der franzisco-josephinischen Landesaufnahme, ca. 1910
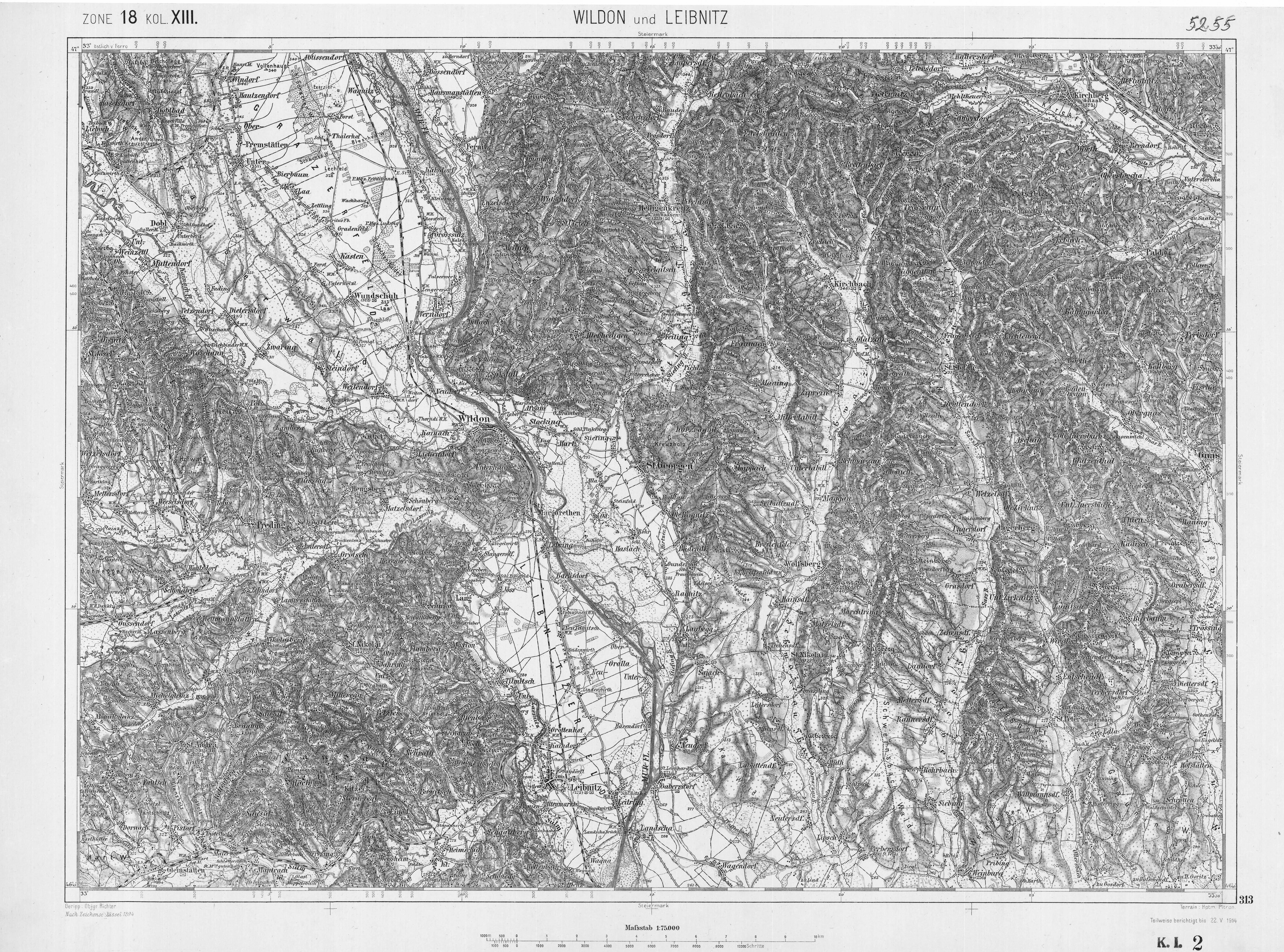
Osten von Lannach mit dem „Laan“-Bach (links oben)